# Eisenbahngeld
Eisenbahngeld war eine Komplementärwährung in Gestalt unverzinslicher Wertzeichen mit allen Eigenschaften von Geld. Bei der Entstehung der ersten Eisenbahnen gaben es Eisenbahnverwaltungen mit staatlicher Berechtigung als Teil des Anlagevermögens sowohl in Form von Scheidemünzen als auch Papiergeld heraus. Sie wurden häufig in öffentlichem Umlauf für Zahlungen in bestimmter Höhe und Währung genutzt.
Andere Papiergeldarten mit einem eingeschränkten Umlauf waren Eisenbahnlohnmarken, Konsumverein- und Speisemarken, Warenkassenscheine oder das Notpapiergeld während des Amerikanischen Bürgerkriegs. In England wurden prachtvoll ausgeführte Freifahrt-Jetons an verdiente Mitarbeiter vergeben, die als Ehrenzeichen und für die freie Fahrt dienten. Die Stücke waren geprägt, oft emailliert und kleine Kunstwerke und wurden gewöhnlich an einer Uhrkette getragen. Diese Ehrungen fanden schließlich ihren Weg bis nach Russland oder Australien.
Die Leipzig-Dresdner Eisenbahn-Compagnie und die Anhalt-Köthen-Bernburger Eisenbahn wurden teils durch staatlich bewilligte Kassenschein-Emissionen finanziert.
In Österreich wurde Eisenbahn-Papiergeld nur selten ausgegeben, ein Beispiel der Carlstadt-Fiumaner Eisenbahnbau-Restauration über 100 Kreuzer, gültig für Victualien ist überliefert.
Zahlreiche amerikanische Eisenbahnen verschafften sich das nötige Kapital durch die Ausgabe von Papiergeld. Geprägte Eisenbahngeldzeichen waren in Bolivien, Chile, Costa Rica, Kuba, Guatemala, Peru und Venezuela in Umlauf, teilweise auffallend, durch die Verwendung von Hartkautschuk. In diesen Ländern ersetzten geprägte Eisenbahn-Geldzeichen als Ersatz für fehlendes staatliches Kleingeld.